# Проституция в Коста-Рике
Проституция в Коста-Рике легальна. Правовая система Коста-Рики основана на римском праве, а не на общем праве, поэтому для того, чтобы проституция была незаконной, она должна быть прямо указана как таковая в уголовном кодексе, а это не так. Тем не менее, многие виды деятельности, связанные с этим, являются незаконными, поскольку закон запрещает продвижение или содействие проституции другого человека, и, следовательно, сутенерство, публичные дома или группы проституции являются незаконными. Проституция широко распространена и открыто практикуется по всей стране, особенно в популярных туристических направлениях.
Стремительный рост секс-туризма побудил правительство Коста-Рики ввести добровольную схему регистрации проституток. Проститутки, зарегистрированные в Caja Costarricense de Seguro Social (CCSS), имеют при себе удостоверение личности и имеют право на бесплатную проверку здоровья каждые 15 дней, а также возможность получать поддержку и помощь. По оценкам, в стране 15 000 проституток. Многие из них приехали из Колумбии, Никарагуа, Венесуэлы, Доминиканской Республики и других стран Латинской Америки.
В столице страны Сан-Хосе есть квартал красных фонарей, известный как Ущелье Гринго.
Торговля с целью сексуальной эксплуатации, детская проституция и ВИЧ являются проблемами в стране.

## Секс-туризм
Секс-туризм в Коста-Рике можно легко объяснить быстрым ростом международного туризма в стране, и страна продвигается как популярное направление для секс-туризма. Несмотря на усилия правительства и отрасли, детская секс-торговля также является проблемой. По оценкам исследования, «до 10 % туристов, которые приезжают в Коста-Рику, занимаются секс-туризмом», с привлечением до 10 000 секс-работников, многие из которых являются иммигрантами. Также сообщалось, что около 80 % секс-туристов из США. Во многом это связано с тем, что проституция не является незаконной, но многие из связанных с ней действий являются незаконными , например, сутенёрство.

### История туризма
Коста-Рика впервые начала развитие своей индустрии туризма с создания в 1930 году первого частного отеля в стране, Gran Hotel Costa Rica. Как правило, туристы приезжали из-за границы, въезжая в страну через порт Лимон, а затем добираясь до Сан-Хосе. поездом. 16 июня 1931 года был принят Закон 91, в соответствии с которым было создано Национальное управление по туризму, которое действовало до тех пор, пока 9 августа 1955 года его не сменил Instituto Costarricense de Turismo.
В настоящее время туризм является вторым по величине источником дохода Коста-Рики. В 2000 году доход от туризма составлял 21 % от общего экспорта Коста-Рики. Коста-Рика все больше полагается на туризм как на источник дохода; Число прибывших туристов в 2000 г. увеличилось более чем вдвое по сравнению с числом туристов десятилетием ранее.

### Известность
В начале 2010-х Интерпол назвал Коста-Рику самой быстрорастущей столицей секс-туризма в Латинской Америке. Хако и Сан-Хосе — два самых известных места секс-туризма Коста-Рики. Денег, заработанных проститутками, достаточно, чтобы поддерживать работу большинства предприятий Хако в межсезонье, поскольку они обеспечивают значительную экономическую добавку. Американцы составляют большинство секс-туристов Коста-Рики, составляя 80 % от общего числа туристов.

## Насилие против проституток
Уличное насилие в Коста-Рике растет, и проститутки подвергаются особому риску. Акты насилия, совершаемые по отношению к проституткам, часто игнорируются. Проблема насилия по отношению к проституткам не остается незамеченной политиками и врачами. Скорее, многие предпочитают игнорировать тяжелое положение этих женщин. Женщин, ищущих медицинской помощи или убежища, обычно игнорируют и считают, что они заслуживают насилия, от которого они страдают. Опрошенные врачи и врачи открыто признали, что не любят проституток, а один врач заявил, что эти женщины «создают смущение для страны».
Сотрудники полиции выразили неприязнь к проституткам и, по словам некоторых проституток, виновны в совершении актов насилия, дискриминации и домогательств по отношению к самим проституткам. Примеры этого включают изнасилование, ложные обвинения, незаинтересованность в жалобах на жестокое обращение и незаконное задержание.

## Транссексуальные проститутки

Рабочие места трансгендерных проституток в 2016 году в Сан-Хосе, Коста-Рика (красным)

По данным «Transvida», организации, которая занимается защитой прав транссексуалов, транс-женщины, работающие в сфере секс-бизнеса в Сан-Хосе, в 2016 году в основном работают в двух определенных областях. Одна из этих областей сосредоточена вокруг «Parque Morazán» Технологический институт Коста-Рики и еще один при Министерстве общественных работ и транспорта и больнице Clínica Bíblica.
В июне 2016 года транс-женщины, работающие в сфере секс-бизнеса в Сан-Хосе, в местной газете осудили оскорбления и насилие (например, нападения с использованием камней и пулеметов BB), совершенные против них. В газетную статью были включены фотографии, показывающие множественные огнестрельные ранения от пуль (пули попали внутрь тел), а также видеоинтервью с транс-женщинами, работающими в секс-индустрии.
В другой газетной статье, опубликованной в том же номере газеты, было четко указано, что с 2015 года в Следственный отдел судебных органов было подано 14 жалоб на сотрудников, злоупотребляющих своим авторитетом в отношении транс-женщин. Двенадцать из этих обвинений были предъявлены должностным лицам Fuerza Pública (полицейской инстанции); один против Управления судебных расследований; и один против муниципальной полиции.

## ВИЧ / СПИД
По оценкам, в 2016 году в Коста-Рике проживало 13 800 человек с ВИЧ / СПИДом. Традиционно туризм считается одним из факторов распространения ВИЧ и других заболеваний, передаваемых половым путем. Исследования связывают секс-туризм с передачей ВИЧ от работника к клиенту. Подростки и молодые люди подвергаются наибольшему риску заражения; в настоящее время люди в возрасте от 15 до 24 лет составляют более 10 % от числа ВИЧ-инфицированных, проживающих в Коста-Рике.

### Программы повышения осведомленности о ВИЧ / СПИДе
С момента постановки диагноза первого случая ВИЧ-инфекции в Коста-Рике в 1984 году в стране проводились активные программы повышения осведомленности о ВИЧ / СПИДе. В дополнение к этому, правительство боролось за снижение стоимости лекарств, необходимых для лечения пациентов с ВИЧ / СПИДом; с 2003 года правительство закупает непатентованные лекарства по гораздо более низкой цене, чем другие патентованные лекарства. Однако Римско-католическая церковь выступила против усилий Министерства здравоохранения Коста-Рики по внедрению программ профилактики ВИЧ и полового воспитания. Церковь считает, что супружеские пары не подвержены риску заражения, потому что супружеская измена запрещена. Кроме того, они считают, что кампания за более широкое использование презервативов и программы полового воспитания нарушают «Божественное правило».

### Восприятие проституток
Проститутки часто связывают инфицирование ВИЧ / СПИДом с агрессивным поведением. Опрошенные проститутки продемонстрировали уникальное и неправильное понимание ВИЧ / СПИДа, поскольку это было неразрывно связано с насилием. Проститутки видят в агрессивных мужчинах потенциальные источники заражения ВИЧ, а также других заболеваний, таких как гепатит.

## Незаконная деятельность
Хотя секс-туризм популярен в Коста-Рике из-за его экономических выгод, существуют ограничения на то, что считается законным поведением. Секс-торговля и детская проституция — это проблемы, возникшие в результате быстрого расширения индустрии секс-туризма, которую правительство Коста-Рики стремилось исправить.
Недавно правительство Коста-Рики объявило об утверждении конгрессом закона, который ужесточит наказания за торговлю людьми и связанную с ней деятельность. Закон также создает фонд, предназначенный для борьбы с торговлей людьми. Министр при президенте Карлос Рикардо Бенавидес заявил, что «Коста-Рика подает хороший пример» выполнением этого закона, и что с торговлей людьми «необходимо бороться всеми возможными средствами».

### Детская проституция
Коста-Рика является местом детского секс-туризма, несмотря на то, что основным источником клиентов были местные жители, как сообщил Тапиана Трегар, генеральный директор Fundacion Procal (местной НПО, пытающейся предотвратить и лечить насилие в отношении женщин и детей) в статье 2000 года. В той же статье Брюс Харрис, региональный директор Casa Alianza (латиноамериканское отделение международного агентства по уходу за детьми Covenant House) сказал: Несмотря на то, что детская проституция была выявлена в Центральной Америке, в Коста-Рике проблема казалась более «неконтролируемой». В то время точное количество вовлеченных детей было неизвестно, а правительство Коста-Рики не собрало подробной статистики.
Конгрессмен Коста-Рики Глория Бехерано называет глобализацию одним из факторов, препятствующих попыткам положить конец детской проституции, поскольку доступ к коммуникационным и медиа-технологиям широко распространен. В то время как производство и распространение детской порнографии является уголовно наказуемым преступлением, хранение таких материалов нет.
Сексуальная эксплуатация детей является серьезной проблемой в Коста-Рике и привлекает внимание общественности. Многие секс-туристы предпочитают нацеливаться на детей, полагая, что у них меньше шансов заразиться ВИЧ. Однако дети более восприимчивы к ВИЧ-инфекции, чем другие возрастные группы. Правительственная организация Alianza por tus Derechos («Альянс за ваши права») настаивает на введении в действие новых, более суровых законов, чтобы они совпадали с чудовищностью совершаемых преступлений. Властям фактически сообщается об очень небольшом числе случаев детской проституции из-за плохой классификации этих преступлений в законодательстве. С 2004 года правительство и туристическая отрасль реализовали несколько инициатив по пресечению детской проституции, включая образовательные кампании среди работников туристической индустрии, чтобы они сообщали о любой незаконной деятельности в отношении несовершеннолетних. Любой, кто уличен в покупке секса у несовершеннолетнего, может быть приговорен к тюремному заключению сроком до 10 лет.
Детская проституция широко распространена. Особому риску подвержены беспризорные дети в провинциях Сан-Хосе, Лимон и Пунтаренас. Коста-Рика является транзитным пунктом и пунктом назначения для несовершеннолетних и женщин, которые чаще всего становятся жертвами коммерческой сексуальной эксплуатации. Большинство жертв торговли людьми происходят из Колумбии, Доминиканской Республики, Никарагуа и Гватемалы.
С 2004 года правительство и индустрия туризма реализовали несколько инициатив по пресечению детской проституции, включая образовательные кампании среди работников туристической индустрии, чтобы они сообщали о любой незаконной деятельности в отношении несовершеннолетних. Любой, кто уличен в покупке секса у несовершеннолетнего, может быть приговорен к тюремному заключению на срок до 10 лет.
Несмотря на попытки властей Коста-Рики улучшить ситуацию в Коста-Рике, их усилия практически не дали результата. Такими усилиями были Закон о борьбе с организованной преступностью в 2009 году и Закон о защите потерпевших и свидетелей в 2010 году. Иммиграционная служба и окружная прокуратура утверждают, что усилия до сих пор были недостаточными, поскольку было зарегистрировано только два дела о торговле людьми, закончившихся строгий приговор с момента принятия этих законов. С тех пор законодатели удвоили свои усилия, единогласно одобрив Закон о борьбе с торговлей людьми, который повысит максимальное наказание за торговлю людьми до 16 лет.
Дети оказываются вовлеченными в секс-торговлю при различных обстоятельствах: семьи, стремящиеся к лучшей жизни для своих детей, обманываются предложениями сутенеров, которые впоследствии жестоко обращаются с детьми и употребляют наркотики до состояния покорности, или их могут продать в торговать с соседями, родственниками или людьми, которых они считали друзьями. Брошенные и напуганные дети редко возвращаются домой, а те, кто это делает, обычно подвергаются остракизму со стороны общества. В 2016 году явление, когда отцы «арендуют» своих дочерей в качестве детской проститутки, было названо обычным явлением в провинции Лимон, но имело место по всей стране. Министерство здравоохранения Коста-Рики выразило сожаление по поводу того, что некоторые граждане Коста-Рики не осуждают эту практику.

### Секс-торговля
Согласно отчету Коста-Рики о торговле людьми за 2017 год, «Коста-Рика является страной происхождения, транзита и назначения для женщин и детей, ставших жертвами торговли людьми в целях сексуальной эксплуатации». Жертвы торговли людьми из других стран иногда проходят через Коста-Рику по пути в Центральной и Южной Америке. Девочек вывозят из Коста-Рики для работы проститутками в США, Канаде и Европе. Высокая прибыль делает торговлю людьми постоянной проблемой. В некоторых случаях сообщалось о доходе до 10 000 долларов на одну жертву торговли людьми. По оценкам, от 25 до 40 человек ввозятся и вывозятся из Коста-Рики в неделю, торговля людьми является крупным источником дохода. Чаще всего в целях коммерческой сексуальной эксплуатации продаются несовершеннолетние и женщины, и большинство жертв торговли людьми происходят из Колумбии, Доминиканской Республики, Никарагуа и Гватемалы.
За последние несколько лет в Коста-Рике было спасено 76 жертв операций по торговле людьми. Однако узнать, сколько жертв торговли людьми в стране, практически невозможно. По данным иммиграционных властей Коста-Рики, на каждого человека, спасенного в результате операции по торговле людьми, приходится не менее 20 случаев, о которых не сообщается. По этой оценке, число жертв торговли людьми в Коста-Рике за последние несколько лет составляет около 1500.
Несмотря на попытки властей Коста-Рики улучшить ситуацию в Коста-Рике, их усилия практически не дали результата. Такими усилиями были «Закон о борьбе с организованной преступностью» в 2009 году и «Закон о защите жертв и свидетелей» в 2010 году. Иммиграционная служба и окружная прокуратура утверждают, что усилия до сих пор были недостаточными, поскольку было зарегистрировано только два случая торговли людьми. дела, заканчивающиеся строгим приговором с момента принятия этих законов. С тех пор законодатели удвоили свои усилия, единогласно одобрив Закон о борьбе с торговлей людьми, который повысит максимальное наказание за торговлю людьми до 16 лет.
Управление Государственного департамента США по мониторингу и борьбе с торговлей людьми оценивает Коста-Рику как страну «Уровня 2».

## Мнение международных организаций
Организация Объединенных Наций была чрезвычайно активной силой в усилиях по предотвращению торговли людьми и детского секс-туризма в странах Латинской Америки. Статья 34 Конвенции ООН о правах ребёнка касается основного права детей на защиту от сексуальной эксплуатации. КПР была введена в 1989 году и в настоящее время ратифицирована всеми странами мира, кроме двух. В 2000 году, Факультативный протокол к Конвенции о правах ребенка, касающийся торговли детьми, была введена детской проституции и детской порнографии. Многие статьи КПР касаются сексуальной эксплуатации детей и прав детей на защиту от такой деятельности.
В 1999 году Конвенция Международной организации труда координировал массовые усилия по ликвидации многих форм детского труда, в том числе продажи и торговли детьми, а также сексуальной эксплуатации детей для порнографии или проституции.
Многие страны стремились усилить существующие законы, касающиеся эксплуатации детей. Столкнувшись с давлением со стороны различных организаций по защите детей, Соединенные Штаты в апреле 2003 года приняли Закон о защите. Закон объявил незаконным выезд граждан США в другую страну для занятия сексом или сговора с целью занятия сексом с несовершеннолетним. Закон также увеличил максимальное наказание для лиц, которые занимались сексом с несовершеннолетними или пытались вступить в них, до 30 лет.
С 2004 года World Vision, христианская гуманитарная организация, работающая почти в 100 странах, проводит кампанию по предотвращению детского секс-туризма и повышению осведомленности о законодательстве, касающемся детского секс-туризма. Под лозунгом «Жестокое обращение с ребенком в этой стране, сядьте в тюрьму в своей» World Vision запустила кампанию по сдерживанию секс-туристов с детьми в Камбодже, Таиланде, Коста-Рике, Мексике и Бразилии [47]. Кампания, получившая название «Проект предотвращения детского секс-туризма», проводилась в сотрудничестве с различными правительственными учреждениями США. Проект был направлен на сдерживание секс-туристов с помощью различных рекламных объявлений и брошюр, рекламных щитов и других средств массовой информации, предупреждающих секс-туристов о том, что они подлежат судебному преследованию.
В том же 2004 году Всемирная туристская организация (ВТО) совместно с ECPAT и ЮНИСЕФ возглавила работу по поощрению американских туристических агентств к соблюдению кодекса поведения. В соответствии с кодексом гостиничные и туристические компании обязуются разработать политику против сексуальной эксплуатации детей в коммерческих целях.